# Robert Belding
Robert Belding (* 31. Dezember 1902 in Fahrland; † nach 1947) war ein deutscher nationalsozialistischer Funktionär. Er war Leiter der Reichsbetriebsgemeinschaft 2 Textil der Deutschen Arbeitsfront (DAF) sowie Herausgeber und Verleger des Fachblatts für die Textil-Industrie.

## Leben
Er war der Sohn des Kolonnenführers Hermann Belding und dessen Ehefrau Anna geborene Rohrlack. Nach dem Besuch der Gemeindeschule in Fahrland nahm er ein fünfjähriges Studium im Bereich Elektro, Textil und Bekleidung auf, absolvierte ein chemotechnisches Examen und nahm eine kaufmännische Ausbildung auf. Danach arbeitete er als Buchhalter und als Chemotechniker. Im Anschluss war er als Abteilungsleiter in der Großindustrie tätig. Seine Militärzeit absolvierte Robert Belding von 1919 bis 1921 im 5. Garde-Regiment zu Fuß in Spandau sowie im Marschregiment 6. Er gehörte mehreren Freikorps an, weshalb er mehrere Auszeichnungen erhielt. Zum 1. Oktober 1930 trat er der NSDAP bei (Mitgliedsnummer 320.366). Nach der "Machtergreifung" der Nationalsozialisten 1933 wurde er eingesetzt als Reichsbetriebsgemeinschaftleiter 2 Textil der Deutschen Arbeitsfront. 1935 wurde er, wie mehrere Zöglinge von Robert Ley, von seinem Amt abgelöst. Von 1939 bis 1945 war Belding geschäftsführender Gesellschafter der Chemiewerke Dr. Georg Henning. Ab 1947 bezog er Erwerbsunfähigkeitsrente. Sein Todesdatum ist nicht bekannt.

## Schriften (Auswahl)
Robert Belding gab als Leiter der Reichsbetriebsgemeinschaft Textil ab 1934 das Fachblatt für die Textil-Industrie im Eigenverlag heraus, 1935 folgte der 2. Jahrgang.

## Ehrungen
- Baltenkreuz
- Schlesisches Bewährungsabzeichen I. und II. Klasse